# Morpheus (personaggio)
Morpheus è uno dei protagonisti della serie Matrix. Nei primi tre film è interpretato da Laurence Fishburne, mentre nel quarto film Matrix Resurrections è interpretato da Yahya Abdul-Mateen II.

## Biografia del personaggio
Morpheus è un capitano della città di Zion, a cui è stata assegnato l'hovercraft "Nabucodonosor", una delle navi più armate che dispone dell'IEM, ovvero un'arma a impulsi elettromagnetici, capace di mettere fuori uso qualsiasi apparecchiatura elettronica contro cui venga puntata. A differenza di molti umani nati e cresciuti su Zion, Morpheus ha i caratteristici contatti elettrici sulla nuca e sul resto del corpo, segno che è nato in Matrix.
Dopo che l'Oracolo gli predice che avrebbe trovato l'Eletto, un uomo in grado di modificare le regole di Matrix a proprio piacimento e destinato a salvare l'umanità, Morpheus dedica la sua vita a questo scopo, liberando Thomas "Neo" Anderson e sottoponendolo ad un addestramento specifico.
Ha un carattere paterno verso i suoi allievi e non esita a sacrificarsi per una buona causa, come quando si offre agli agenti per salvare Neo o per la fine della guerra. Per questo è amato dal suo equipaggio e dalla popolazione di Zion, anche se non mancano le persone che lo considerano un visionario, come il comandante Lock. Ha avuto una relazione con Niobe, altro capitano della città di Zion.
Tradito da "Cypher" in Matrix e catturato dagli agenti, viene salvato da morte certa grazie all'intervento di Neo e Trinity, intervento grazie al quale Neo riesce a scoprire le sue reali potenzialità di "Eletto".
In seguito, aiuta Neo ad ottenere poteri sovrumani in Matrix ed a raggiungere il mainframe della stessa, al prezzo però della sua nave "Nabucodonosor" distrutta da macchine assassine dette "seppie".
Quando le macchine invadono Zion, Morpheus rimane in città a difenderla.
Dopo la vittoria di Neo e l'ottenimento della pace tra umani e macchine, Morpheus viene nominato Alto Segretario del Consiglio, e per anni continuò a governare Zion fino a che accadde l'impensabile: scoppiò una guerra tra diverse fazioni createsi tra la società delle Macchine, che portò alla fine della tregua e allo scoppio di un nuovo conflitto con Zion. Morpheus, purtroppo, non volle credere che ciò che Neo aveva ottenuto potesse essere stato invano, pertanto fu ucciso assieme a molti altri quando Zion fu distrutta. Fortunatamente, alcuni umani superstiti riuscirono a fuggire e a fondare assieme ai Sintosenzienti, cioè Macchine dotate di libero arbitrio schieratesi con l'umanità, la nuova città chiamata Io.

## Caratterizzazione

### Poteri e abilità
Nella realtà virtuale Morpheus dimostra capacità sovrumane come maggiore forza (che gli permette di spezzare delle manette) e maggiori riflessi che gli permettono di affrontare i programmi del Merovingio. Non è così abile però da poter affrontare un Agente; è esperto di arti marziali e uso delle armi da fuoco. Dopo Neo è il miglior guerriero della Nabucodonosor.